# Saulgé-l’Hôpital
Saulgé-l’Hôpital ist eine Ortschaft und eine Commune déléguée in der französischen Gemeinde Brissac Loire Aubance mit 588 Einwohnern (Stand: 1. Januar 2022) im Département Maine-et-Loire in der Region Pays de la Loire. Die Einwohner werden Saulgéens genannt.
Die Gemeinde Saulgé-l’Hôpital wurde am 15. Dezember 2016 mit Les Alleuds, Brissac-Quincé, Charcé-Saint-Ellier-sur-Aubance, Chemellier, Coutures, Luigné, Saint-Rémy-la-Varenne, Saint-Saturnin-sur-Loire und Vauchrétien zur neuen Gemeinde Brissac Loire Aubance zusammengeschlossen. Sie gehörte zum Arrondissement Angers und zum Kanton Les Ponts-de-Cé.

## Geographie
Saulgé-l’Hôpital liegt etwa 23 Kilometer südsüdöstlich von Angers im Weinbaugebiet Anjou. 
Umgeben wurde die Gemeinde Saulgé-l’Hôpital von den Nachbargemeinden Charcé-Saint-Ellier-sur-Aubance im Norden, Chemellier im Norden und Nordosten, Grézillé im Osten und Nordosten, Louerre im Südosten, Noyant-le-Plaine im Süden und Südosten, Luigné im Süden und Südwesten sowie Les Alleuds im Westen und Nordwesten. 

## Bevölkerungsentwicklung
| Jahr                       | 1962 | 1968 | 1975 | 1982 | 1990 | 1999 | 2008 | 2013 |
| Einwohner                  | 288  | 281  | 280  | 314  | 353  | 366  | 489  | 583  |
| Quellen: Cassini und INSEE |      |      |      |      |      |      |      |      |

## Sehenswürdigkeiten
- Kirche Saint-Maxenceul

## Weinbau
Die Rebflächen im Ort gehören zum Weinbaugebiet Anjou.